# Mười ba thuộc địa
Mười ba thuộc địa, còn được gọi là Mười ba thuộc địa Anh hay Mười ba thuộc địa Mỹ, là một nhóm các thuộc địa của Anh trên bờ biển Đại Tây Dương của Bắc Mỹ được thành lập vào thế kỷ 17 và 18. Họ tuyên bố độc lập vào năm 1776 và thành lập Hợp chúng quốc Hoa Kỳ. Mười ba thuộc địa có hệ thống chính trị, hiến pháp và pháp lý rất giống nhau và bị chi phối bởi những người nói tiếng Anh Tin lành. Chúng là một phần tài sản của Anh ở Tân thế giới, bao gồm các thuộc địa ở Canada, Caribe và các thuộc địa Florida.
Từ năm 1625 đến 1775, dân số thuộc địa đã tăng từ khoảng 2.000 đến hơn 2,5 triệu người, thay thế người Mỹ da đỏ. Dân số này bao gồm những người phải chịu một hệ thống nô lệ hợp pháp trong tất cả các thuộc địa trước Chiến tranh Cách mạng Hoa Kỳ. Vào thế kỷ 18, chính phủ Anh vận hành các thuộc địa của mình theo chính sách của chủ nghĩa trọng thương, trong đó chính quyền trung ương quản lý tài sản của mình vì lợi ích kinh tế của đất nước mẹ.
Mười ba thuộc địa có mức độ tự quản cao và bầu cử địa phương một cách chủ động, và họ chống lại yêu cầu của Luân Đôn để kiểm soát nhiều hơn. Chiến tranh với Pháp và người da đỏ (1754-63) chống lại Pháp và các đồng minh da đỏ của họ đã dẫn đến căng thẳng gia tăng giữa Anh và Mười ba thuộc địa. Vào những năm 1750, các thuộc địa bắt đầu hợp tác với nhau thay vì giao dịch trực tiếp với Anh. Các hoạt động liên thuộc địa này đã nuôi dưỡng ý thức chia sẻ bản sắc Mỹ và dẫn đến lời kêu gọi bảo vệ "Quyền như người Anh" của thực dân, đặc biệt là nguyên tắc "không đánh thuế nếu không có đại diện". Sự bất bình với chính phủ Anh đã dẫn đến Cách mạng Mỹ, trong đó các thuộc địa hợp tác thành lập Quốc hội Lục địa. Những người đã chiến đấu trong Chiến tranh Cách mạng Hoa Kỳ (1775-83) với sự trợ giúp của Pháp và ở một mức độ nhỏ hơn đáng kể là Cộng hòa Hà Lan và Tây Ban Nha.

## Lịch sử

### Thế kỷ 17

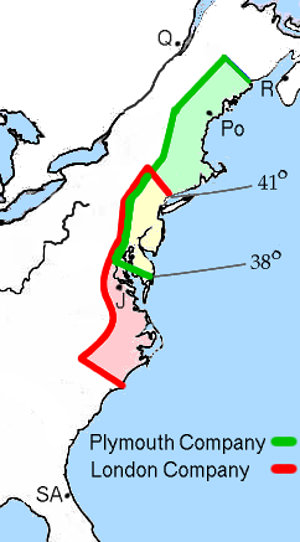
Các khu vực thuộc địa được cấp bởi James I cho các công ty London và Plymouth năm 1606. Vùng chồng lấn (màu vàng) được cấp cho cả hai công ty theo quy định rằng không thành lập khu định cư nào trong phạm vi 100 mi của nhau. Vị trí của Khu định cư Jamestown được hiển thị bởi "J".

#### Thuộc địa miền nam
Thuộc địa Anh thành công đầu tiên là Jamestown, được thành lập vào ngày 14 tháng 5 năm 1607 gần Vịnh Chesapeake. Liên doanh kinh doanh được tài trợ và điều phối bởi Công ty London Virginia, một công ty cổ phần đang tìm kiếm vàng. Những năm đầu tiên của nó vô cùng khó khăn, với tỷ lệ tử vong rất cao do bệnh tật và đói khát, chiến tranh với người da đỏ địa phương và rất ít vàng. Thuộc địa tồn tại và phát triển mạnh mẽ bằng cách chuyển sang trồng thuốc lá như một loại cây trồng công nghiệp.
Năm 1632, Vua Charles I đã cấp điều lệ cho Tỉnh Maryland cho Cecil Calvert, Nam tước thứ hai của Baltimore. Cha của Calvert là một quan chức Công giáo nổi tiếng, người khuyến khích nhập cư Công giáo vào các thuộc địa của Anh. Hiến chương không đưa ra hướng dẫn nào về tôn giáo.
Tỉnh Carolina là khu định cư Anh cố gắng thứ hai ở phía nam Virginia, lần đầu tiên là nỗ lực thất bại tại Roanoke. Đó là một liên doanh tư nhân, được tài trợ bởi một nhóm những người sở hữu lãnh địa Anh, người đã giành được Hiến chương Hoàng gia cho các tỉnh Carolina năm 1663, hy vọng rằng một thuộc địa mới ở miền nam sẽ có lợi nhuận như Jamestown. Carolina đã không được định cư cho đến năm 1670, và ngay cả lần thử đầu tiên đã thất bại vì không có động lực cho việc di cư đến khu vực đó. Tuy nhiên, cuối cùng, các Lãnh chúa đã kết hợp số vốn còn lại của họ và tài trợ cho một sứ mệnh định cư đến khu vực do Sir John Colleton lãnh đạo. Đoàn thám hiểm đặt mảnh đất màu mỡ và có thể phòng thủ tại nơi đã trở thành Charleston, ban đầu là thị trấn Charles của Charles II của Anh.

#### Tân Anh
Người hành hương là một nhóm nhỏ những người ly khai Thanh giáo, những người cảm thấy rằng họ cần phải xa cách với Giáo hội Anh tham nhũng. Sau khi ban đầu chuyển đến Hà Lan, họ quyết định tái định cư ở Mỹ. Những người định cư phái Người hành hương ban đầu đi thuyền đến Bắc Mỹ vào năm 1620 trên Mayflower. Khi đến nơi, họ đã tạo ra Khế ước Mayflower, qua đó họ gắn kết với nhau như một cộng đồng thống nhất và thành lập Thuộc địa Plymouth nhỏ bé. William Bradford là nhà lãnh đạo chính của họ. Sau khi thành lập, những người định cư khác đã đi từ Anh để tham gia thuộc địa.
Những người Thanh giáo không ly khai tạo thành một cộng đồng lớn hơn nhiều so với người hành hương, và họ đã thành lập Thuộc địa Vịnh Massachusetts vào năm 1629 với 400 người định cư. Họ tìm cách cải tổ Giáo hội Anh bằng cách tạo ra một giáo hội mới, thuần khiết ở Tân Thế giới. Đến năm 1640, 20.000 đã đến; Nhiều người đã chết ngay sau khi đến, nhưng những người khác tìm thấy khí hậu trong lành và nguồn cung cấp thực phẩm dồi dào. Các thuộc địa Plymouth và Massachusetts Bay cùng nhau sinh ra các thuộc địa Thanh giáo khác ở Tân Anh, bao gồm các thuộc địa New Haven, Saybrook và Connecticut. Trong thế kỷ 17, các thuộc địa New Haven và Saybrook đã bị Connecticut sáp nhập.
Đồn điền Providence được thành lập năm 1636 bởi Roger Williams trên vùng đất được cấp bởi tộc trưởng Canonicus người Narragansett. Williams là một người Thanh giáo đã rao giảng về sự khoan dung tôn giáo, sự tách biệt giữa Giáo hội và Nhà nước, và hoàn toàn tách biệt với Giáo hội Anh. Ông bị trục xuất khỏi Thuộc địa Vịnh Massachusetts vì những bất đồng về thần học, và ông và những người định cư khác đã thành lập đồn điền Providence dựa trên hiến pháp bình đẳng quy định đa số "về dân sự" và "tự do lương tâm" trong các vấn đề tôn giáo. Năm 1637, một nhóm thứ hai bao gồm Anne Hutchinson đã thành lập một khu định cư thứ hai trên đảo Aquidneck, còn được gọi là Rhode Island.
Những người khác thì định cư ở phía bắc, hòa nhập với các nhà thám hiểm và người định cư tìm kiếm lợi nhuận để thành lập các thuộc địa đa dạng tôn giáo hơn ở New Hampshire và Maine. Những khu định cư nhỏ này đã được Massachusetts sáp nhập khi họ đưa ra những yêu sách đất đai đáng kể vào những năm 1640 và 1650, nhưng New Hampshire cuối cùng đã được ban cho một điều lệ riêng vào năm 1679. Maine vẫn là một phần của Massachusetts cho đến khi trở thành một bang vào năm 1820.
Năm 1685, Vua James II của Anh đã đóng cửa các cơ quan lập pháp và hợp nhất các thuộc địa của Tân ANh thành lãnh thổ tự trị New England, đặt khu vực này dưới sự kiểm soát chặt chẽ của hoàng gia Edmund Andros. Năm 1688, các thuộc địa của New York, Tây Jersey và Đông Jersey đã được thêm vào lãnh thổ tự trị. Andros bị lật đổ và quyền tự trị đã bị cấm vào năm 1689, sau khi Cách mạng Vinh quang phế truất Vua James II; các thuộc địa cũ được tái lập. Theo Guy Miller:
Cuộc nổi loạn năm 1689 là cao trào của cuộc đấu tranh 60 năm giữa chính phủ ở Anh và tín đồ Thanh giáo ở Massachusetts về câu hỏi ai sẽ cai trị thuộc địa này. Từ nền tảng của nó vào năm 1629, thuộc địa trên thực tế đã được cai trị bởi các giáo sĩ Cơ đốc, những người kiểm soát tư cách thành viên của giáo hội và do đó, nhượng quyền thương mại, và bởi các quan tòa, người quản lý nhà nước như là cánh tay thế tục của giáo hội.

#### Thuộc địa miền Trung
Bắt đầu từ năm 1609, các thương nhân Hà Lan đã khám phá và thiết lập các điểm giao dịch lông thú trên sông Hudson, sông Delaware và sông Connecticut, tìm cách bảo vệ lợi ích của họ trong buôn bán lông thú. Công ty Tây Ấn Hà Lan đã thành lập các khu định cư cố định trên sông Hudson, tạo ra thuộc địa Tân Hà Lan. Năm 1626, Peter Minuit đã mua hòn đảo Manhattan từ người da đỏ Lenape và thành lập tiền đồn New Amsterdam. Tương đối ít người Hà Lan định cư ở Tân Hà Lan, nhưng thuộc địa đã thống trị buôn bán lông thú trong khu vực. Nó cũng đóng vai trò là căn cứ để giao thương rộng rãi với các thuộc địa của Anh và nhiều sản phẩm từ Tân Anh và Virginia đã được chuyển đến châu Âu trên các tàu Hà Lan. Người Hà Lan cũng tham gia vào hoạt động buôn bán nô lệ xuyên Đại Tây Dương đang phát triển, cung cấp nô lệ châu Phi cho các thuộc địa của Anh ở Bắc Mỹ và Barbados. Công ty Tây Ấn mong muốn phát triển Tân Hà Lan khi nó trở nên thành công về mặt thương mại, nhưng thuộc địa không thu hút được mức độ định cư như các thuộc địa của Anh đã làm. Nhiều người đã di cư đến thuộc địa là người Anh, người Đức, người Walloon hoặc người Do Thái Sephardi.

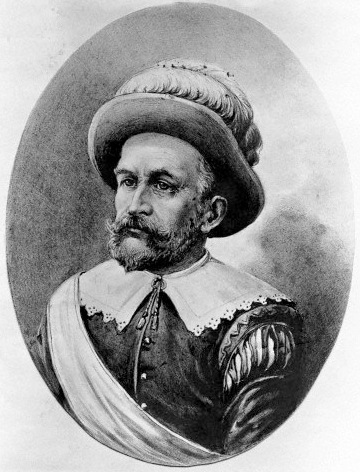
Peter Minuit từng là thống đốc của Tân Hà Lan và đã giúp thành lập Tân Thụy Điển

Năm 1638, Thụy Điển thành lập thuộc địa Tân Thụy Điển tại Thung lũng Delaware. Hoạt động được lãnh đạo bởi các cựu thành viên của Công ty Tây Ấn Hà Lan, bao gồm Peter Minuit. Thụy Điển mới thiết lập các liên hệ thương mại rộng rãi với các thuộc địa của Anh ở phía nam và vận chuyển phần lớn thuốc lá được sản xuất tại Virginia. Thuộc địa đã bị người Hà Lan chinh phục vào năm 1655, trong khi Thụy Điển tham gia vào Chiến tranh phương Bắc lần thứ hai.
Bắt đầu từ những năm 1650, người Anh và người Hà Lan đã tham gia vào một loạt các cuộc chiến tranh và người Anh đã tìm cách chinh phục Tân Hà Lan. Richard Nicolls chiếm được New Amsterdam được bảo vệ hời hợt vào năm 1664 và cấp dưới của ông nhanh chóng chiếm được phần còn lại của Tân Hà Lan. Hiệp ước Breda năm 1667 chấm dứt Chiến tranh Anh-Hà Lan lần thứ hai và khẳng định sự kiểm soát của Anh đối với khu vực. Người Hà Lan nhanh chóng giành lại quyền kiểm soát các phần của Tân Hà Lan trong Chiến tranh Anh-Hà Lan lần thứ ba, nhưng từ bỏ yêu sách lãnh thổ trong Hiệp ước Westminster năm 1674, chấm dứt sự hiện diện của thực dân Hà Lan ở Bắc Mỹ.
Sau Chiến tranh Anh-Hà Lan lần thứ hai, người Anh đổi tên thuộc địa thành "Thành phố York" hay "New York". Một số lượng lớn người Hà Lan vẫn ở thuộc địa, thống trị các khu vực nông thôn giữa thành phố New York và Albany, trong khi những người từ Tân Anh bắt đầu chuyển đến cùng với những người nhập cư từ Đức. Thành phố New York đã thu hút một dân số đa thê lớn, bao gồm cả một lượng nô lệ da đen lớn. Năm 1674, các thuộc địa độc quyền Đông Jersey và Tây Jersey được tạo ra từ những vùng đất trước đây là một phần của New York.
Pennsylvania được thành lập năm 1681 với tư cách là thuộc địa độc quyền của tín đồ giáo phái Quaker William Penn. Các yếu tố dân cư chính bao gồm dân Quaker cư ngụ tại Philadelphia, sắc dân Scotch-Ailen ở biên giới phía Tây và nhiều thuộc địa của Đức ở giữa. Philadelphia trở thành thành phố lớn nhất ở các thuộc địa với vị trí trung tâm, cảng tuyệt vời và dân số khoảng 30.000 người.

### Thế kỷ 18
Năm 1702, Đông và Tây Jersey được kết hợp để tạo thành Tỉnh New Jersey.
Các phần phía bắc và phía nam của thuộc địa Carolina hoạt động độc lập ít nhiều cho đến năm 1691, khi Philip Ludwell được bổ nhiệm làm thống đốc của toàn tỉnh. Từ thời điểm đó cho đến năm 1708, các khu định cư phía bắc và phía nam vẫn thuộc một chính phủ. Tuy nhiên, trong thời kỳ này, hai nửa của tỉnh bắt đầu ngày càng được gọi là Bắc Carolina và Nam Carolina, vì hậu duệ của các chủ sở hữu thuộc địa đã chiến đấu theo hướng của thuộc địa. Những người thực dân của Charles Town cuối cùng đã phế truất thống đốc của họ và bầu chính phủ của họ. Điều này đánh dấu sự khởi đầu của các chính phủ riêng biệt ở Tỉnh Bắc Carolina và Tỉnh Nam Carolina. Năm 1729, nhà vua chính thức thu hồi điều lệ thuộc địa của Carolina và thành lập cả Bắc Carolina và Nam Carolina làm thuộc địa vương miện.
Vào những năm 1730, Nghị sĩ James Oglethorpe đã đề xuất rằng khu vực phía nam Carolina phải thuộc địa của "người nghèo xứng đáng" của Anh để cung cấp một giải pháp thay thế cho các nhà tù của những con nợ quá đông. Oglethorpe và các nhà hảo tâm người Anh khác đã bảo đảm một điều lệ hoàng gia với tư cách là Ủy viên của thuộc địa Georgia vào ngày 9 tháng 6 năm 1732. Oglethorpe và đồng bào của ông hy vọng sẽ thành lập một thuộc địa không tưởng cấm chế độ nô lệ và chỉ tuyển dụng những người định cư xứng đáng nhất, nhưng đến năm 1750, thuộc địa vẫn còn thưa thớt. Các chủ sở hữu đã từ bỏ điều lệ của họ vào năm 1752, lúc đó Georgia trở thành thuộc địa của vương miện.
Dân số thuộc địa của Mười ba thuộc địa đã tăng lên rất nhiều trong thế kỷ 18. Theo nhà sử học Alan Taylor, dân số của Mười ba thuộc địa ở mức 1,5 triệu vào năm 1750, chiếm bốn phần năm dân số của Bắc Mỹ thuộc Anh. Hơn 90 phần trăm thực dân sống như nông dân, mặc dù một số cảng biển cũng phát triển mạnh mẽ. Năm 1760, các thành phố Philadelphia, New York và Boston có dân số vượt quá 16.000 người, nhỏ theo tiêu chuẩn châu Âu. Đến năm 1770, sản lượng kinh tế của Mười ba thuộc địa chiếm bốn mươi phần trăm tổng sản phẩm quốc nội của Đế quốc Anh.
Khi thế kỷ 18 phát triển, thực dân bắt đầu định cư xa bờ biển Đại Tây Dương. Pennsylvania, Virginia, Connecticut và Maryland đều đặt yêu sách đối với vùng đất ở thung lũng sông Ohio. Các thuộc địa tham gia vào một cuộc tranh giành để mua đất từ các bộ lạc da đỏ, vì người Anh khăng khăng rằng các yêu sách về đất đai nên dựa trên việc mua bán hợp pháp. Virginia đặc biệt có ý định mở rộng về phía tây và hầu hết các gia đình khá giả của Virginia đã đầu tư vào Công ty Ohio để thúc đẩy việc định cư tại vùng Ohio.

#### Thương mại và nhập cư toàn cầu
Các thuộc địa của Anh ở Bắc Mỹ đã trở thành một phần của mạng lưới thương mại toàn cầu của Anh, khi giá trị tăng gấp ba lần trong xuất khẩu từ Bắc Mỹ thuộc Anh sang Anh từ năm 1700 đến 1754. Thực dân bị hạn chế giao dịch với các cường quốc châu Âu khác, nhưng họ đã tìm thấy các đối tác thương mại có lợi nhuận trong các thuộc địa khác của Anh, đặc biệt là ở vùng biển Caribe. Thực dân đã trao đổi thực phẩm, gỗ, thuốc lá và nhiều nguồn tài nguyên khác để đổi trà châu Á, cà phê Tây Ấn và đường Tây Ấn, cùng với các mặt hàng khác. Người Mỹ da đỏ ở xa bờ biển Đại Tây Dương đã cung cấp cho thị trường Đại Tây Dương lông hải ly và da nai. Bắc Mỹ thuộc Anh có lợi thế về tài nguyên thiên nhiên và thành lập ngành công nghiệp đóng tàu thịnh vượng của riêng mình, và nhiều thương nhân Bắc Mỹ tham gia vào thương mại xuyên Đại Tây Dương.
Cải thiện điều kiện kinh tế và giảm bớt cuộc đàn áp tôn giáo ở châu Âu khiến việc tuyển dụng lao động vào các thuộc địa trở nên khó khăn hơn, và nhiều thuộc địa ngày càng phụ thuộc vào lao động nô lệ, đặc biệt là ở miền Nam. Dân số nô lệ ở Bắc Mỹ thuộc Anh tăng mạnh từ năm 1680 đến 1750, và sự tăng trưởng được thúc đẩy bởi sự pha trộn giữa nhập cư bắt buộc và tái sản xuất nô lệ. Nô lệ ủng hộ các nền kinh tế đồn điền rộng lớn ở miền Nam, trong khi nô lệ ở miền Bắc làm việc trong nhiều ngành nghề khác nhau. Có một số cuộc nổi dậy nô lệ, như Cuộc nổi loạn Stono và Âm mưu New York năm 1741, nhưng những cuộc nổi dậy này đã bị đàn áp.
Một tỷ lệ nhỏ dân số Anh di cư đến Bắc Mỹ thuộc Anh sau năm 1700, nhưng các thuộc địa đã thu hút những người nhập cư mới từ các nước châu Âu khác. Những người nhập cư này đã đi đến tất cả các thuộc địa, nhưng các thuộc địa miền Trung đã thu hút nhiều nhất và tiếp tục đa dạng về sắc tộc hơn các thuộc địa khác. Vô số người định cư di cư từ Ireland, cả Công giáo và Tin lành, đặc biệt là Giáo hội Trưởng lão Ulster "Ánh sáng mới". Người Đức tin lành cũng di cư với số lượng lớn, đặc biệt là Pennsylvania. Vào những năm 1740, Mười ba thuộc địa đã trải qua Đại Tỉnh thức lần thứ nhất.

#### Chiến tranh với Pháp và người Da đỏ
Năm 1738, một sự cố liên quan đến một thủy thủ người xứ Wales tên Robert Jenkins đã châm ngòi cho Chiến tranh Tai của Jenkins giữa Anh và Tây Ban Nha. Hàng trăm người Bắc Mỹ tình nguyện tham gia cuộc tấn công của Đô đốc Edward Vernon vào Cartegena de Indias, một thành phố của Tây Ban Nha ở Nam Mỹ. Cuộc chiến chống Tây Ban Nha sáp nhập thành một cuộc xung đột rộng lớn hơn được gọi là Chiến tranh kế vị Áo, nhưng hầu hết thực dân gọi đó là Chiến tranh của Vua George. Năm 1745, các lực lượng thuộc địa của Anh và thuộc địa chiếm được thị trấn Louisbourg, và cuộc chiến đã chấm dứt với Hiệp ước Aix-la-Chapelle năm 1748. Tuy nhiên, nhiều người dân thuộc địa đã tức giận khi Anh trả lại Louisbourg cho Pháp để lấy lại Madras và các vùng lãnh thổ khác. Sau hậu quả của cuộc chiến, cả người Anh và người Pháp đã tìm cách mở rộng vào thung lũng sông Ohio.
Chiến tranh với Pháp và người Da đỏ (1754-63) là phần mở rộng của Mỹ trong cuộc xung đột chung ở châu Âu được gọi là hiến tranh Bảy năm. Các cuộc chiến tranh thuộc địa trước đây ở Bắc Mỹ đều bắt nguồn ở châu Âu và sau đó lan sang các thuộc địa, nhưng Chiến tranh với Pháp và người Da đỏ đáng chú ý vì đã bắt nguồn ở Bắc Mỹ và lan sang châu Âu. Một trong những nguyên nhân chính của cuộc chiến là sự cạnh tranh ngày càng tăng giữa Anh và Pháp, đặc biệt là ở vùng Hồ Lớn và thung lũng Ohio.
Chiến tranh với Pháp và người Da đỏ mang một ý nghĩa mới đối với thực dân Bắc Mỹ của Anh khi William Pitt the Elder quyết định rằng các nguồn lực quân sự lớn cần phải được dành cho Bắc Mỹ để giành chiến thắng trong cuộc chiến chống Pháp. Lần đầu tiên, lục địa trở thành một trong những nhà hát chính của những gì có thể được gọi là "chiến tranh thế giới". Trong chiến tranh, ngày càng rõ ràng hơn với thực dân Mỹ rằng họ thuộc thẩm quyền của Đế quốc Anh, khi các quan chức quân sự và dân sự Anh có sự hiện diện ngày càng tăng trong cuộc sống của họ.
Chiến tranh cũng làm tăng cảm giác đoàn kết của Mỹ theo những cách khác. Nó khiến cho những người đàn ông đi du lịch xuyên lục địa, những người có thể chưa bao giờ rời khỏi thuộc địa của họ, chiến đấu bên cạnh những người đàn ông từ những hoàn cảnh khác nhau, dù sao họ vẫn là người Mỹ. Trong suốt cuộc chiến, các sĩ quan Anh đã huấn luyện người Mỹ chiến đấu, nổi bật nhất là George Washington, người có lợi cho sự nghiệp của Mỹ trong Cách mạng. Ngoài ra, các nhà lập pháp và quan chức thuộc địa phải hợp tác mạnh mẽ để theo đuổi nỗ lực quân sự trên toàn lục địa. Các mối quan hệ không phải lúc nào cũng tích cực giữa cơ sở quân sự Anh và những người thực dân, tạo tiền đề cho sự mất lòng tin và sự thù ghét quân đội Anh sau này. Tại Đại hội Albany năm 1754, một người thực dân Pennsylvania Benjamin Franklin đã đề xuất Kế hoạch Albany sẽ tạo ra một chính phủ thống nhất của Mười ba thuộc địa để phối hợp quốc phòng và các vấn đề khác, nhưng kế hoạch đã bị lãnh đạo của hầu hết các thuộc địa từ chối.

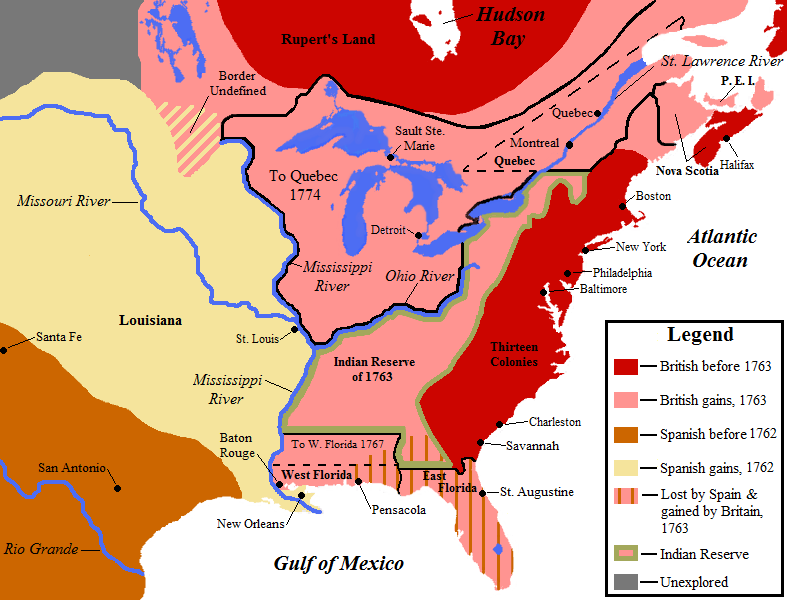
Thay đổi lãnh thổ sau Chiến tranh với Pháp và người Da đỏ; vùng đất do người Anh nắm giữ trước năm 1763 được thể hiện bằng màu đỏ, vùng đất mà nước Anh giành được vào năm 1763 được thể hiện bằng màu hồng.

Trong Hiệp ước Paris (1763), Pháp chính thức nhượng lại cho Anh phần phía đông của đế chế Bắc Mỹ rộng lớn, đã bí mật trao cho Tây Ban Nha lãnh thổ Louisiana phía tây sông Mississippi vào năm trước. Trước chiến tranh, Anh đã nắm giữ mười ba thuộc địa của Mỹ, phần lớn Nova Scotia ngày nay và phần lớn lưu vực vịnh Hudson. Sau chiến tranh, Anh đã giành được toàn bộ lãnh thổ của Pháp ở phía đông sông Mississippi, bao gồm Quebec, vùng Hồ Lớn và thung lũng sông Ohio. Anh cũng giành được Florida Tây Ban Nha, từ đó hình thành các thuộc địa của Đông và Tây Florida. Trong việc loại bỏ một mối đe dọa lớn của nước ngoài đối với mười ba thuộc địa, cuộc chiến cũng phần lớn loại bỏ nhu cầu bảo vệ thuộc địa của những người thực dân.
Anh và thực dân đã cùng nhau chiến thắng một kẻ thù chung. Lòng trung thành của thực dân đối với đất nước mẹ đã mạnh mẽ hơn bao giờ hết. Tuy nhiên, sự mất đoàn kết đã bắt đầu hình thành. Thủ tướng Anh William Pitt the Elder đã quyết định tiến hành chiến tranh ở các thuộc địa với việc sử dụng quân đội từ các thuộc địa và quỹ thuế từ chính nước Anh. Đây là một chiến lược thời chiến thành công, nhưng sau khi chiến tranh kết thúc, mỗi bên tin rằng nó đã gánh một gánh nặng lớn hơn bên kia. Giới tinh hoa Anh, người bị đánh thuế nặng nề nhất ở châu Âu, đã chỉ ra một cách giận dữ rằng thực dân đã trả rất ít cho các quan tài hoàng gia. Thực dân trả lời rằng con cháu của họ đã chiến đấu và chết trong một cuộc chiến phục vụ lợi ích của châu Âu hơn là của chính họ. Tranh chấp này là một liên kết trong chuỗi các sự kiện sớm mang lại cuộc Cách mạng Hoa Kỳ.

#### Bất đồng chính kiến
Người Anh mắc những khoản nợ lớn sau Chiến tranh Pháp và Ấn Độ, vì vậy các nhà lãnh đạo Anh quyết định tăng thuế và kiểm soát Mười ba thuộc địa. Họ đã áp đặt một số loại thuế mới, bắt đầu bằng Đạo luật Đường năm 1764. Các đạo luật sau này bao gồm Đạo luật Tiền tệ năm 1764, Đạo luật Tem năm 1765 và Đạo luật Townshend năm 1767.
Người Anh cũng tìm cách duy trì quan hệ hòa bình với những bộ lạc da đỏ đã liên minh với người Pháp bằng cách ngăn cách họ với biên giới Mỹ. Cuối cùng, Tuyên cáo Hoàng gia năm 1763 đã bị hạn chế định cư ở phía tây dãy Appalachia, vì đây được chỉ định là Khu bảo tồn Người da đỏ. Tuy nhiên, một số nhóm người định cư đã bỏ qua tuyên cáo này và tiếp tục di chuyển về phía tây và thành lập các trang trại. Tuyên bố này đã sớm được sửa đổi và không còn là trở ngại cho việc định cư, nhưng thực tế đã khiến những người thực dân tức giận rằng nó đã được ban hành mà không có sự tham khảo ý kiến trước đó.

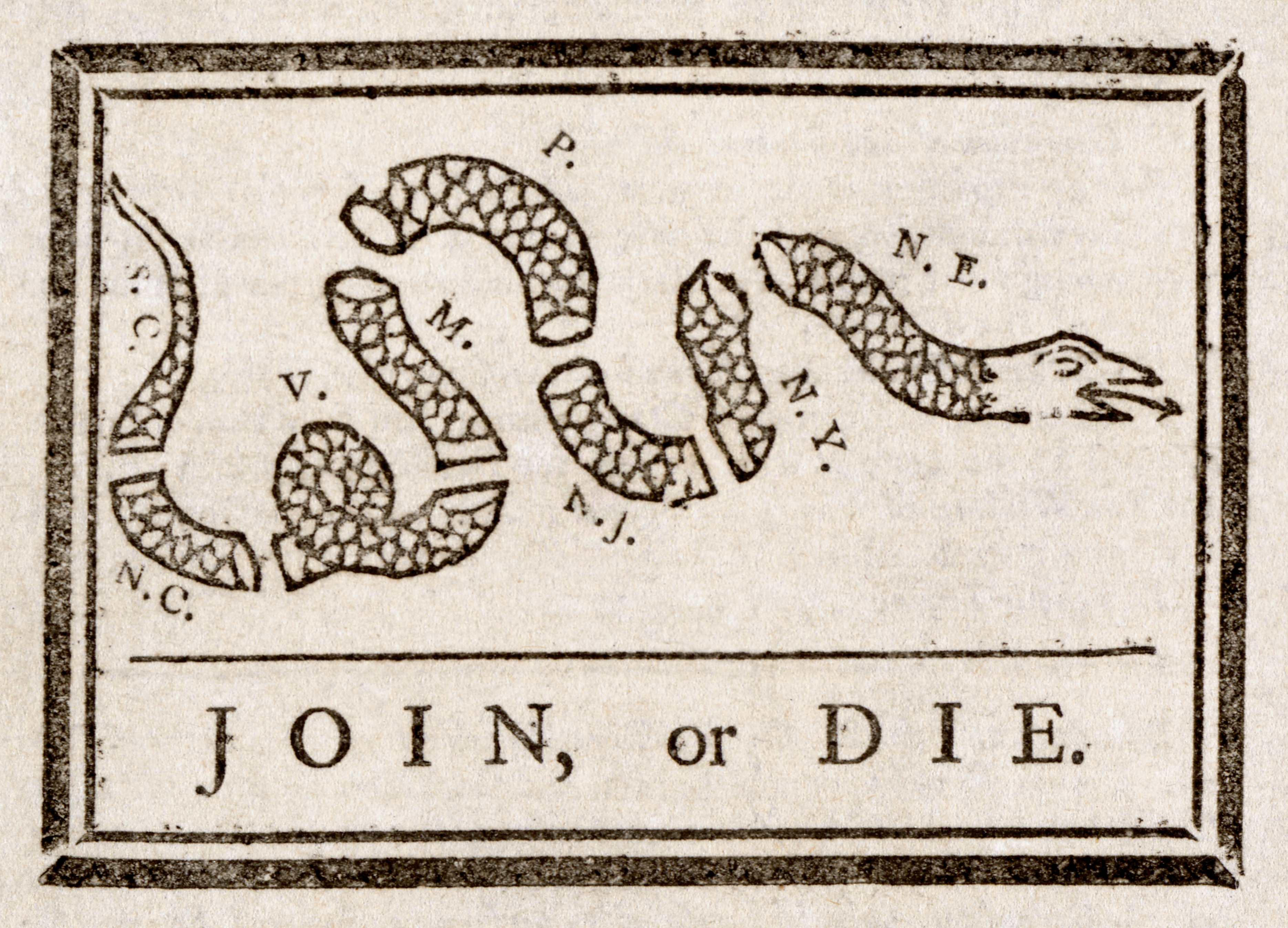
Biếm họa Tham gia hay là chết của Benjamin Franklin đã được tái sử dụng để khuyến khích các thuộc địa cũ để đoàn kết chống lại sự cai trị của Anh.

Nghị viện đã trực tiếp đánh thuế và thuế tiêu thụ đặc biệt đối với các thuộc địa, bỏ qua các cơ quan lập pháp thuộc địa, và người Mỹ bắt đầu nhấn mạnh vào nguyên tắc "không đánh thuế nếu không có đại diện" với các cuộc biểu tình mạnh mẽ đối với Đạo luật tem năm 1765. Họ lập luận rằng các thuộc địa không có đại diện trong Quốc hội Anh, vì vậy đó là vi phạm quyền của họ với tư cách là người Anh vì các loại thuế được áp dụng đối với họ. Nghị viện đã bác bỏ các cuộc biểu tình của thực dân và khẳng định quyền lực của mình bằng cách thông qua các loại thuế mới.
Sự bất mãn của thực dân gia tăng cùng với việc thông qua Đạo luật Trà năm 1773, việc giảm thuế đối với trà do Công ty Đông Ấn bán ra trong nỗ lực giảm bớt cạnh tranh, và Bộ trưởng của Bộ miền Bắc hy vọng rằng điều này sẽ tạo ra tiền lệ để thực dân chấp nhận chính sách thuế của Anh. Rắc rối leo thang vì thuế trà, khi người Mỹ ở mỗi thuộc địa tẩy chay trà, và những người ở Boston đã vứt trà ở bến cảng trong sự kiện Tiệc trà Boston năm 1773 khi Những đứa con của tự do đổ hàng ngàn pound trà xuống nước. Căng thẳng leo thang vào năm 1774 khi Quốc hội thông qua các đạo luật được gọi là Đạo luật không khoan nhượng, điều này đã hạn chế rất nhiều chính quyền tự trị ở thuộc địa Massachusetts. Các luật này cũng cho phép các chỉ huy quân đội Anh yêu cầu các ngôi nhà của người dân thuộc địa cho các binh sĩ, bất kể thường dân Mỹ có sẵn lòng hay không nuôi binh lính Anh trong nhà của họ. Luật tiếp tục thu hồi quyền thuộc địa để tổ chức các phiên tòa trong các vụ án liên quan đến binh lính hoặc quan chức vương miện, buộc các phiên tòa như vậy phải được tổ chức ở Anh chứ không phải ở Mỹ. Nghị viện cũng cử Thomas Gage giữ chức Thống đốc bang Massachusetts và là chỉ huy lực lượng Anh ở Bắc Mỹ.
Đến năm 1774, thực dân vẫn hy vọng vẫn là một phần của Đế quốc Anh, nhưng sự bất mãn đã lan rộng liên quan đến sự cai trị của Anh trong suốt Mười ba thuộc địa. Các thuộc địa đã bầu các đại biểu vào Đại hội lục địa đầu tiên được triệu tập tại Philadelphia vào tháng 9 năm 1774. Sau hậu quả của Đạo luật không khoan nhượng, các đại biểu khẳng định rằng các thuộc địa chỉ có lòng trung thành với nhà vua; họ sẽ chấp nhận các thống đốc hoàng gia làm đặc vụ của nhà vua, nhưng họ không còn sẵn sàng công nhận quyền của Quốc hội để thông qua luật pháp ảnh hưởng đến các thuộc địa. Hầu hết các đại biểu phản đối một cuộc tấn công vào vị trí của Anh ở Boston, và Quốc hội Lục địa thay vào đó đã đồng ý áp dụng một cuộc tẩy chay được gọi là Hiệp hội Lục địa. Việc tẩy chay tỏ ra hiệu quả và giá trị hàng nhập khẩu của Anh giảm đáng kể. Mười ba thuộc địa ngày càng bị chia rẽ giữa những người yêu nước chống lại sự cai trị của Anh và những người trung thành ủng hộ nó.

### Cách mạng Mỹ

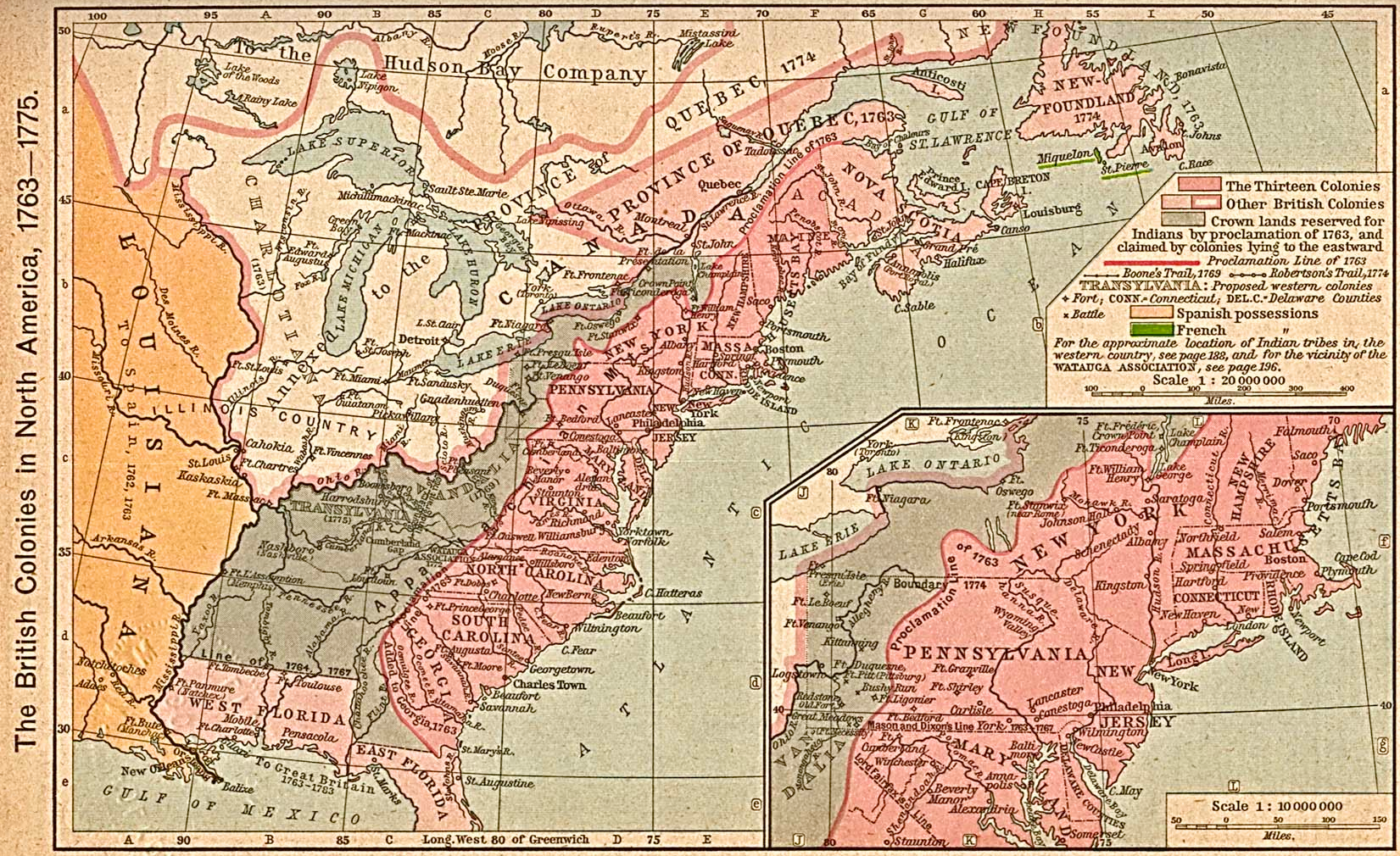
Bản đồ của Mười ba thuộc địa từ 1763-1775

Để trả đũa, các thuộc địa đã thành lập các cơ quan của các đại biểu dân cử được gọi là Đại hội tỉnh và thực dân bắt đầu tẩy chay hàng hóa nhập khẩu của Anh. Sau đó vào năm 1774, 12 thuộc địa đã cử đại diện tham dự Quốc hội Lục địa lần thứ nhất ở Philadelphia. Trong Quốc hội Lục địa lần thứ hai, thuộc địa còn lại là Georgia cũng đã gửi các đại biểu.
Thống đốc bang Massachusetts Thomas Gage sợ một cuộc đối đầu với thực dân; ông yêu cầu quân tiếp viện từ Anh, nhưng chính phủ Anh không sẵn sàng trả chi phí cho việc đóng quân cho hàng chục ngàn binh sĩ ở Mười ba thuộc địa. Thay vào đó, Gage được lệnh thu giữ kho vũ khí của Những người yêu nước. Ông phái một lực lượng đi tuần vào kho vũ khí tại Concord, Massachusetts, nhưng những người Yêu nước đã biết trước và ngăn chặn bước tiến của họ. Những người yêu nước đã đẩy lùi lực lượng Anh tại Trận chiến Lexington và Concord vào tháng 4 năm 1775, sau đó tiến hành cuộc bao vây Boston.
Đến mùa xuân năm 1775, tất cả các quan chức hoàng gia đã bị trục xuất, và Quốc hội Lục địa đã tổ chức một hội nghị đại biểu cho 13 thuộc địa. Nó đã xây dựng một đội quân để chiến đấu với người Anh và bổ nhiệm George Washington là chỉ huy của nó, lập các hiệp ước, tuyên bố độc lập và khuyến nghị các thuộc địa viết hiến pháp và trở thành các bang. Đại hội lục địa lần thứ hai được tổ chức vào tháng 5 năm 1775 và bắt đầu phối hợp kháng chiến vũ trang chống lại Anh. Nó thành lập một chính phủ tuyển mộ binh lính và tự in tiền của mình. Tướng Washington nắm quyền chỉ huy những người lính yêu nước ở Tân Anh và buộc người Anh phải rút khỏi Boston. Năm 1776, Mười ba thuộc địa tuyên bố độc lập khỏi Anh. Với sự giúp đỡ của Pháp và Tây Ban Nha, họ đã đánh bại người Anh trong Chiến tranh Cách mạng Mỹ. Trong Hiệp ước Paris (1783), Anh chính thức công nhận nền độc lập của Hợp chủng quốc Hoa Kỳ.

## Nhân khẩu

### Dân số
| Năm  | Dân số    |
| ---- | --------- |
| 1625 | 1,980     |
| 1641 | 50,000    |
| 1688 | 200,000   |
| 1702 | 270,000   |
| 1715 | 435,000   |
| 1749 | 1,000,000 |
| 1754 | 1,500,000 |
| 1765 | 2,200,000 |
| 1775 | 2,400,000 |

Dân số thuộc địa đã tăng lên một phần tư triệu trong thế kỷ 17, và gần 2,5 triệu trước cuộc cách mạng Mỹ. Perkins (1988) lưu ý tầm quan trọng của sức khỏe tốt đối với sự phát triển của các thuộc địa: "Ít người chết lúc còn trẻ hơn có nghĩa là tỷ lệ dân số cao hơn ở độ tuổi sinh sản, và thực tế đó chỉ giúp giải thích tại sao dân số các thuộc địa tăng nhanh như vậy". Có nhiều lý do khác cho sự gia tăng dân số bên cạnh sức khỏe tốt, chẳng hạn như Cuộc Đại di cư.
Đến năm 1776, khoảng 85% tổ tiên của dân số da trắng có nguồn gốc từ Quần đảo Anh (Anh, Ailen, Scotland, xứ Wales), 9% gốc Đức, 4% Hà Lan và 2% Huguenot Pháp và các dân tộc thiểu số khác. Hơn 90% là nông dân, với một số thành phố nhỏ cũng là cảng biển nối liền nền kinh tế thuộc địa với Đế quốc Anh rộng lớn hơn. Những quần thể này tiếp tục phát triển với tốc độ nhanh chóng vào cuối thế kỷ 18 và đầu thế kỷ 19, chủ yếu là do tỷ lệ sinh cao và tỷ lệ tử vong tương đối thấp. Nhập cư chỉ chiếm một phần nhỏ từ năm 1774 đến 1830. Nghiên cứu của Cục điều tra dân số liên bang năm 2004 đưa ra các ước tính dân số sau đây cho các thuộc địa: 1610 350; 1620 2.302; 1630 4.646; 1640 26.634; 1650 50.368; 1660 75,058; 1670 111.935; 1680 151.507; 1690 210.372; 1700 250.888; 1710 331.711; 1720 466.185; 1730 629,445; 1740 905,563; 1750 170.760; 1760 1.593.625; 1770 2.148.076; 1780 2.780.369. CT970 tr. 2-13: Thống kê thuộc địa và tiền liên bang, Cục điều tra dân số Hoa Kỳ 2004, tr. 1168.

#### Nô lệ
Chế độ nô lệ là hợp pháp và được thực hành trong tất cả mười ba thuộc địa. Ở hầu hết các nơi, nó liên quan đến người giúp việc nhà hoặc công nhân nông trại. Nó có tầm quan trọng kinh tế trong các đồn điền thuốc lá định hướng xuất khẩu của Virginia và Maryland và trên các đồn điền trồng lúa và chàm ở Nam Carolina.
Khoảng 287.000 nô lệ đã được nhập khẩu vào Mười ba thuộc địa trong khoảng thời gian 160 năm, tương đương 2% trong số 12 triệu ước tính được đưa từ châu Phi đến châu Mỹ thông qua buôn bán nô lệ xuyên Đại Tây Dương. Đại đa số đã đến các thuộc địa đường ở vùng Caribbean và Brazil, nơi tuổi thọ rất ngắn và con số phải liên tục được bổ sung. Vào giữa thế kỷ 18, tuổi thọ cao hơn nhiều ở các thuộc địa của Mỹ.
| 1620–1700 | 1701–1760 | 1761–1770 | 1771–1780 | Tổng    |
| --------- | --------- | --------- | --------- | ------- |
| 21,000    | 189,000   | 63,000    | 15,000    | 287,000 |

Các con số tăng nhanh qua tỷ lệ sinh rất cao và tỷ lệ tử vong thấp, đạt gần bốn triệu vào cuộc điều tra dân số năm 1860. Từ năm 1770 đến năm 1860, tốc độ tăng trưởng tự nhiên của nô lệ Bắc Mỹ lớn hơn nhiều so với dân số của bất kỳ quốc gia nào ở châu Âu, và nhanh gấp gần hai lần so với ở Anh.

### Tôn giáo
Tin Lành là nhóm tôn giáo chiếm ưu thế trong Mười ba thuộc địa, mặc dù cũng có người Công giáo, Do Thái, và thần giáo tự nhiên, cũng như một số người không tôn giáo. Giáo hội Anh được chính thức thiết chế ở hầu hết miền Nam. Phong trào Thanh giáo trở thành Tự trị giáo đoàn, và đó là hệ phái tôn giáo được thiết lập ở Massachusetts và Connecticut vào thế kỷ 18. Trong thực tế, điều này có nghĩa là các khoản thu thuế được phân bổ cho chi tiêu của giáo hội. Anh giáo ở miền Nam chịu sự điều hành của hội đồng giáo xứ ở địa phương và có các chức năng công cộng như sửa chữa đường sá và cứu trợ người nghèo.
Các thuộc địa rất đa dạng về tôn giáo, với các giáo phái Tin lành khác nhau do người Anh, Đức, Hà Lan và những người nhập cư khác mang đến. Truyền thống Cải cách là nền tảng cho các Giáo hội Trưởng lão, Tự trị giáo đoàn và Giáo hội cải cách lục địa. Người Huguenot gốc Pháp thành lập các hội thánh Cải cách của riêng họ. Giáo hội Cải cách Hà Lan rất mạnh trong số những người Mỹ gốc Hà Lan ở New York và New Jersey, trong khi Giáo hội Luther phổ biến trong những người nhập cư Đức. Người Đức cũng mang đến các phái Anabaptist đa dạng, đặc biệt là Mennonite. Nhà truyền giáo Baptist Cải cách Roger Williams thành lập Đồn điền Providence trở thành Thuộc địa Rhode Island và đồn điền Providence. Người Do Thái được tập hợp ở một vài thành phố cảng. Gia đình Baltimore thành lập Maryland và đưa đồng bào Công giáo từ Anh. Người Công giáo được ước tính chiếm 1,6% dân số hoặc 40.000 người vào năm 1775. Trong số 200-250.000 người Ailen đến thuộc địa từ năm 1701 đến 1775, ít hơn 20.000 người Công giáo, nhiều người che giấu đức tin hoặc nguội lạnh đạo vì định kiến và phân biệt đối xử. Trong khoảng 1770-1775 3.900 người Công giáo Ailen đã đến đây, trong số gần gần 45.000 người nhập cư da trắng (7.000 người Anh, 15.000 người Scotland, 13.200 người Scotland-Ailen, 5.200 người Đức). Hầu hết người Công giáo là người Anh, người Đức, người Ailen và người da đen sống ở Maryland, nơi một nửa dân số Công giáo sống ở New York và Pennsylvania. Tín đồ Giáo hội Trưởng lão là những người nhập cư chủ yếu từ Scotland và Ulster, những người ưa thích các địa hạt phía trong và những quận biên giới.
Quakers (Hội Tôn giáo các Tín hữu) cũng được thành lập ở Pennsylvania, nơi họ kiểm soát sự tự trị và lập pháp trong nhiều năm. Quakers cũng có rất nhiều ở Rhode Island. Báp-tít và Phong trào Giám lý phát triển nhanh chóng trong Đại Tỉnh thức lần thứ nhất vào thập niên 1740. Nhiều hệ phái hỗ trợ các đoàn truyền giáo cho người da đỏ địa phương.

### Giáo dục
Giáo dục đại học đã có sẵn cho những thanh niên trẻ ở miền Bắc, và hầu hết các sinh viên đều là những mục sư Tin lành. Các trường cao đẳng lâu đời nhất là Đại học New (Harvard), Đại học New Jersey (Princeton), Trường đại học (Yale) và Đại học Rhode Island (Brown). Những trường khác là Đại học King (Columbia), Đại học Philadelphia (Đại học Pennsylvania), Đại học Queen (Rutgers) và Đại học Dartmouth ở New Hampshire. Phía nam Philadelphia, chỉ có Đại học William và Mary đào tạo giới thượng lưu thế tục ở Virginia, đặc biệt là các luật sư đầy tham vọng.
Ở miền Nam Hoa Kỳ, niềm tin, phản ánh niềm tin chung ở châu Âu, rằng gia đình có trách nhiệm giáo dục con cái của họ. Các gia đình giàu có hoặc sử dụng gia sư và quản gia từ Anh hoặc gửi con đến trường ở Anh. Vào những năm 1700, sinh viên đại học có trụ sở tại các thuộc địa bắt đầu làm gia sư.
Hầu hết các thị trấn ở Tân Anh tài trợ cho các trường công lập cho nam sinh, nhưng việc học ở trường công lập rất hiếm ở nơi khác. Các cô gái được giáo dục tại nhà hoặc bởi các trường tư thục địa phương nhỏ, và họ không được tiếp cận với đại học. Các bác sĩ và luật sư có tham vọng thường học làm người học việc cho một người đang hành nghề có uy tín, mặc dù một số thanh niên đã đến các trường y ở Scotland.

## Chính quyền
Ba hình thức của chính quyền thuộc địa năm 1776 là tỉnh (thuộc địa hoàng gia), độc quyền và điều lệ. Các chính phủ này đều phụ thuộc vào Quốc vương Anh mà không có đại diện nào trong Quốc hội Vương quốc Anh. Chính quyền của tất cả các thuộc địa của Anh được Ủy ban Thương mại ở London giám sát bắt đầu từ cuối thế kỷ 17.
Thuộc địa tỉnh được cai trị bởi hoa hồng được tạo ra trong niềm vui của nhà vua. Một thống đốc và hội đồng của ông đã được bổ nhiệm bởi vương miện. Thống đốc đã được đầu tư với quyền hạn hành pháp chung và được ủy quyền để gọi một hội đồng được bầu tại địa phương. Hội đồng thống đốc sẽ ngồi như một thượng viện khi hội nghị đang họp, ngoài vai trò là cố vấn cho thống đốc. Các hội đồng được tạo thành từ các đại diện được bầu bởi các chủ sở hữu tự do và chủ đồn điền (chủ đất) của tỉnh. Thống đốc có quyền phủ quyết tuyệt đối và có thể tạm ngừng (tức là trì hoãn) và giải tán hội đồng. Vai trò của hội nghị là tạo ra tất cả các luật và pháp lệnh địa phương, đảm bảo rằng chúng không mâu thuẫn với luật pháp của Anh. Trong thực tế, điều này không phải lúc nào cũng xảy ra, vì nhiều hội đồng của tỉnh đã tìm cách mở rộng quyền lực của họ và hạn chế những người của thống đốc và vương miện. Luật pháp có thể được kiểm tra bởi Hội đồng Cơ mật hoặc Hội đồng Thương mại Anh, nơi cũng nắm quyền phủ quyết của pháp luật. New Hampshire, New York, Virginia, North Carolina, South Carolina và Georgia là các thuộc địa vương miện. Massachusetts đã trở thành một thuộc địa vương miện vào cuối thế kỷ 17.
Các thuộc địa độc quyền được cai trị như các thuộc địa hoàng gia, ngoại trừ các chủ sở hữu lãnh thổ bổ nhiệm thống đốc chứ không phải là nhà vua. Chúng được thành lập sau khi Sự Phục hồi của Anh năm 1660 và thường được hưởng tự do tôn giáo và dân sự lớn hơn. Pennsylvania (bao gồm Delaware), New Jersey và Maryland là thuộc địa độc quyền. [88]
Chính phủ điều lệ là các tổ chức chính trị được tạo ra bằng giấy chứng nhận đặc quyền, trao cho người được cấp quyền kiểm soát đất đai và quyền lực của chính phủ lập pháp. Các điều lệ đã cung cấp một hiến pháp cơ bản và phân chia quyền lực giữa các chức năng lập pháp, hành pháp và tư pháp, với những quyền lực đó được trao cho các quan chức. Massachusetts, Đồn điền Providence, Rhode Island, Warwick và Connecticut là những thuộc địa đặc quyền. Điều lệ Massachusetts đã bị thu hồi năm 1684 và được thay thế bằng điều lệ tỉnh được ban hành năm 1691. [89] Các đồn điền Providence hợp nhất với các khu định cư tại Rhode Island và Warwick để tạo thành Thuộc địa Rhode Island và đồn điền Providence, cũng trở thành thuộc địa điều lệ vào năm 1636.

### Vai trò của Anh
Sau năm 1680, chính phủ hoàng gia ở London ngày càng quan tâm đến các vấn đề của các thuộc địa, vốn đang gia tăng nhanh chóng về dân số và sự giàu có. Năm 1680, chỉ có Virginia là thuộc địa của hoàng gia; đến năm 1720, một nửa nằm dưới sự kiểm soát của các thống đốc hoàng gia. Những thống đốc này đã được bổ nhiệm chặt chẽ bởi chính phủ ở London.
Các nhà sử học trước những năm 1880 nhấn mạnh chủ nghĩa dân tộc của Mỹ. Tuy nhiên, học bổng sau thời gian đó bị ảnh hưởng nặng nề bởi "trường học Hoàng gia" do Herbert L. Osgood, George Louis Beer, Charles McLean Andrews và Lawrence H. Gipson đứng đầu. Quan điểm này thống trị lịch sử thuộc địa vào những năm 1940, và họ nhấn mạnh và thường ca ngợi sự chú ý mà London dành cho tất cả các thuộc địa. Theo quan điểm này, không bao giờ có một mối đe dọa (trước những năm 1770) rằng bất kỳ thuộc địa nào sẽ nổi dậy hoặc tìm kiếm sự độc lập.

### Tự trị
Những người định cư Anh không đến các thuộc địa của Mỹ với ý định tạo ra một hệ thống dân chủ; Tuy nhiên, họ đã nhanh chóng tạo ra một cuộc bầu cử rộng rãi mà không có một tầng lớp quý tộc sở hữu đất đai, cùng với một mô hình bầu cử tự do, nhấn mạnh vào sự tham gia của cử tri. Các thuộc địa cung cấp một mức độ quyền bầu cử tự do hơn nhiều so với Anh hoặc bất kỳ nước nào khác. Bất kỳ chủ sở hữu tài sản nào cũng có thể bỏ phiếu cho các thành viên của Hạ viện lập pháp, và họ thậm chí có thể bỏ phiếu cho vị trí thống đốc ở Connecticut và Rhode Island. Cử tri cần có một "lợi ích" trong xã hội; như cơ quan lập pháp Nam Carolina đã nói vào năm 1716, "điều cần thiết và hợp lý là không ai ngoài những người như vậy sẽ có lợi ích trong Tỉnh nên có khả năng bầu các thành viên của Hạ viên". Tiêu chí pháp lý chính để có "lợi ích" là quyền sở hữu bất động sản, điều không phổ biến ở Anh, nơi 19 trong số 20 người đàn ông bị chủ nhà của họ kiểm soát chính trị. (Phụ nữ, trẻ em, người hầu bị cầm cố và nô lệ đã bị thu hẹp dưới sự quan tâm của người đứng đầu gia đình.) Luân Đôn nhấn mạnh yêu cầu này đối với các thuộc địa, nói với các thống đốc loại trừ những người bỏ phiếu không phải là người tự do và không có đất. Tuy nhiên, đất đai được sở hữu rộng rãi đến mức 50% đến 80% nam giới đủ điều kiện để bỏ phiếu.
Văn hóa chính trị thuộc địa nhấn mạnh đến sự tôn trọng, để những người đáng chú ý địa phương là những người đàn ông chạy đua và được chọn. Nhưng đôi khi họ cạnh tranh với nhau và phải nhờ những người bình thường để có phiếu bầu. Không có các đảng chính trị, và các nhà lập pháp sẽ thành lập liên minh đặc biệt của gia đình, bạn bè và hàng xóm của họ. Bên ngoài Tân Anh của những người Thanh giáo, ngày bầu cử đã đưa tất cả những người đàn ông từ nông thôn đến thị trấn vui vẻ, nói chuyện chính trị, bắt tay với nhau, gặp gỡ những người bạn cũ và nghe những bài diễn văn trong khi nướng, ăn, chiêu đãi, nhấp rượu và đánh bạc. Họ đã bỏ phiếu bằng cách hét lên sự lựa chọn của họ với thư ký, khi những người ủng hộ cổ vũ hoặc la ó. Ứng cử viên George Washington đã chi 39 bảng cho các món ăn cho những người ủng hộ ông. Các ứng cử viên biết rằng họ phải "đánh gục những người nông dân bằng rượu pân ướp lạnh" (rum). Cuộc bầu cử là những cuộc ăn uống họp mặt trong đó tất cả đàn ông đều bình đẳng trong một ngày và những hạn chế truyền thống được nới lỏng.
Tỷ lệ bỏ phiếu thực tế dao động từ 20% đến 40% nam giới da trắng trưởng thành. Tỷ lệ cao hơn ở Pennsylvania và New York, nơi các phe phái lâu đời dựa trên các nhóm sắc tộc và tôn giáo đã huy động những người ủng hộ với tỷ lệ cao hơn. New York và Rhode Island đã phát triển các hệ thống hai phe lâu dài, được tổ chức cùng nhau trong nhiều năm ở cấp thuộc địa, nhưng họ không tiếp cận được với các vấn đề địa phương. Các phe phái dựa trên tính cách của một vài nhà lãnh đạo và một loạt các kết nối gia đình, và họ có ít cơ sở trong chính sách hoặc ý thức hệ. Ở những nơi khác, bối cảnh chính trị diễn ra liên tục, dựa trên tính cách thay vì phe phái tồn tại lâu dài hoặc tranh chấp nghiêm trọng về các vấn đề.
Các thuộc địa độc lập với nhau từ lâu trước năm 1774; thật vậy, tất cả các thuộc địa bắt đầu như những khu định cư hoặc đồn điền riêng biệt và độc đáo. Hơn nữa, những nỗ lực đã thất bại trong việc thành lập một liên minh thuộc địa thông qua Đại hội Albany năm 1754 do Benjamin Franklin lãnh đạo. Mười ba tất cả đều có các hệ thống tự trị và bầu cử được tổ chức tốt dựa trên Quyền của người Anh mà họ quyết tâm bảo vệ khỏi sự can thiệp của đế quốc.

## Chính sách kinh tế
Đế quốc Anh tại thời điểm hoạt động theo hệ thống trọng thương, nơi tất cả thương mại tập trung bên trong Đế chế, và giao dịch với các đế chế khác đều bị cấm. Mục tiêu là làm phong phú thêm cho các thương nhân và chính phủ của Anh. Liệu chính sách này có tốt cho thực dân không là vấn đề ở Luân Đôn, nhưng người Mỹ ngày càng trở nên khó chịu với các chính sách của chủ nghĩa trọng thương. [96]
Chủ nghĩa trọng thương có nghĩa là chính phủ và các thương nhân trở thành đối tác với mục tiêu gia tăng quyền lực chính trị và của cải tư nhân, để loại trừ các đế chế khác. Chính phủ đã bảo vệ các thương nhân của mình và tránh xa những người khác bằng các rào cản thương mại, quy định và trợ cấp cho các ngành công nghiệp trong nước nhằm tối đa hóa xuất khẩu từ và giảm thiểu nhập khẩu vào địa hạt. Chính phủ đã phải chiến đấu chống buôn lậu, đã trở thành một kỹ thuật yêu thích của Mỹ trong thế kỷ 18 để tránh các hạn chế trong giao dịch với người Pháp, Tây Ban Nha hoặc Hà Lan. [97] Chiến thuật được sử dụng bởi chủ nghĩa trọng thương là điều tiết thặng dư thương mại, để vàng và bạc sẽ đổ vào London. Chính phủ đã nhận lợi tức thông qua các loại thuế quan và thuế, phần còn lại là của các thương nhân ở Anh. Chính phủ đã dành phần lớn doanh thu của mình để duy trì Hải quân Hoàng gia hùng mạnh, không chỉ bảo vệ các thuộc địa của Anh mà còn đe dọa các thuộc địa của các đế chế khác, và đôi khi chiếm giữ chúng. Do đó, Hải quân Anh chiếm được New Amsterdam (New York) vào năm 1664. Các thuộc địa là thị trường cho các ngành công nghiệp Anh, và mục tiêu là làm giàu cho đất nước mẹ. [98]
Anh thực hiện chủ nghĩa trọng thương bằng cách cố gắng ngăn chặn thương mại của Mỹ với các đế quốc Pháp, Tây Ban Nha hoặc Hà Lan bằng cách sử dụng Đạo luật điều hướng, điều mà người Mỹ tránh thường xuyên nhất có thể. Các quan chức hoàng gia đã phản ứng với việc buôn lậu bằng lệnh khám xét mở (Lệnh hỗ trợ). Năm 1761, luật sư James Otis của Boston lập luận rằng các tác phẩm đã vi phạm quyền lập hiến của những người thực dân. Anh ta thua kiện, nhưng John Adams sau đó đã viết, "Sau đó và ở đó, đứa con Độc lập được sinh ra." [99]
Tuy nhiên, những người thực dân đã đau đớn cho rằng họ không phản đối quy định của Anh về buôn bán bên ngoài của họ; họ chỉ phản đối pháp luật mà ảnh hưởng đến họ trong nội bộ.

## Các thuộc địa
Năm 1606, Vua James I của Anh đã cấp điều lệ cho cả Công ty Plymouth và Công ty Luân Đôn với mục đích thiết lập các khu định cư lâu dài ở Mỹ. Công ty Luân Đôn đã thành lập Thuộc địa và lãnh thổ tự trị Virginia năm 1607, thuộc địa Anh định cư lâu dài đầu tiên trên lục địa. Công ty Plymouth đã thành lập Thuộc địa Popham trên sông Kennebec, nhưng nó chỉ tồn tại trong một thời gian ngắn. Hội đồng Plymouth của New England đã tài trợ cho một số dự án thuộc địa, đỉnh cao là thuộc địa Plymouth vào năm 1620, được định cư bởi những người ly khai Thanh giáo Anh, ngày nay được gọi là người hành hương. Người Hà Lan, Thụy Điển và Pháp cũng thành lập các thuộc địa Mỹ thành công gần như cùng lúc với người Anh, nhưng cuối cùng họ đã đến dưới vương miện tiếng Anh. Mười ba thuộc địa đã hoàn thành với việc thành lập tỉnh Georgia vào năm 1732, mặc dù thuật ngữ "Mười ba thuộc địa" chỉ trở thành hiện tại trong bối cảnh Cách mạng Mỹ.
Tại Luân Đôn bắt đầu vào năm 1660, tất cả các thuộc địa được điều hành thông qua một bộ phận nhà nước được gọi là Bộ miền Nam, và một ủy ban của Hội đồng Cơ mật gọi là Ủy ban Thương mại và Đồn điền. Năm 1768, một bộ phận nhà nước cụ thể được thành lập cho nước Mỹ, nhưng nó đã bị giải tán vào năm 1782 khi Bộ Nội vụ chịu trách nhiệm.

### Tân Anh
- Tỉnh New Hampshire, được thành lập vào những năm 1620, được coi là thuộc địa vương miện vào năm 1679.
- Tỉnh Vịnh Massachusetts, được thành lập vào những năm 1620, thuộc địa vương miện 1692.
- Thuộc địa Rhode Island và các đồn điền Providence, được thành lập năm 1636, được coi là thuộc địa vương miện vào năm 1663.
- Thuộc địa Connecticut, thành lập năm 1636, được coi là thuộc địa vương miện năm 1662.

### Các thuộc địa miền Trung
- Tỉnh New York, thuộc địa độc quyền 1664-1685, thuộc địa vương miện từ năm 1686
- Tỉnh New Jersey, thuộc địa độc quyền từ năm 1664, vương miện thuộc địa từ năm 1702
- Tỉnh Pennsylvania, một thuộc địa độc quyền được thành lập năm 1681
- Thuộc địa Delaware (trước năm 1776 gọi là các Quận Hạ Lưu sông Delaware), một thuộc địa độc quyền được thành lập năm 1664

### Các thuộc địa miền Nam
(Tùy thuộc và chủ đề đang thảo luận, Virginia và Maryland có thể được tách ra làm các thuộc địa Chesapeake)
- Tỉnh Maryland, một thuộc địa độc quyền được thành lập năm 1632.
- Thuộc địa và lãnh thổ tự trị Virginia, thuộc địa độc quyền thành lập năm 1607, thuộc địa vương miện từ năm 1624.
- Tỉnh Carolina, một thuộc địa độc quyền được thành lập năm 1663.

Được chia thành Tỉnh Bắc Carolina và Tỉnh Nam Carolina vào năm 1712, từng trở thành thuộc địa vương miện vào năm 1729.
- Tỉnh Georgia, thuộc địa độc quyền thành lập năm 1732, thuộc địa vương miện từ năm 1752.

## Các thuộc địa khác của Anh
1. Newfoundland
2. Nova Scotia
3. Mười ba thuộc địa
4. Bermuda
5. Bahamas
6. Honduras thuộc Anh
7. Jamaica
8. Quần đảo Leeward thuộc Anh và Barbados

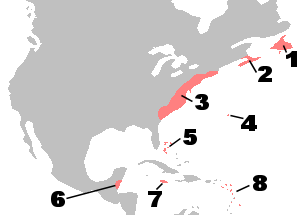
Các thuộc địa của Anh ở Bắc Mỹ, k. 1750.

Ngoài mười ba thuộc địa này, Anh còn có một tá những thuộc địa khác ở Tân Thế giới. Gồm có Tây Ấn thuộc Anh, Newfoundland, Tỉnh Quebec, Nova Scotia, Đảo Hoàng tử Edward, Bermuda, Đông và Tây Florida vẫn trung thành với vương miện trong suốt cuộc chiến (mặc dù Tây Ban Nha đã phản ứng Florida trước khi chiến tranh kết thúc, và sau đó được bán nó đến Hoa Kỳ). Có một mức độ cảm thông nhất định với động cơ của Yêu nước ở một số thuộc địa khác, nhưng sự cô lập về địa lý và sự thống trị của sức mạnh hải quân Anh đã ngăn cản bất kỳ sự tham gia hiệu quả nào. Vương miện Anh mới chỉ giành được những vùng đất đó và nhiều vấn đề mà Mười ba thuộc địa phải đối mặt đã không ảnh hưởng đến họ, đặc biệt là trong trường hợp Quebec và Florida.
Vào thời điểm chiến tranh, Anh có bảy thuộc địa khác trên bờ biển Đại Tây Dương của Bắc Mỹ: Newfoundland, Rupert's Land (khu vực quanh Vịnh Hudson), Nova Scotia, Đảo Hoàng tử Edward, Đông Florida, Tây Florida và Tỉnh Quebec. Có nhiều thuộc địa khác ở Châu Mỹ, phần lớn ở Tây Ấn thuộc Anh. Những thuộc địa này vẫn trung thành với vương miện.
Newfoundland vẫn trung thành với Anh mà không thắc mắc. Nó đã được miễn trừ khỏi Đạo luật định hướng và không chia sẻ bất kỳ sự bất bình nào của các thuộc địa Lục địa. Nó bị ràng buộc chặt chẽ với Anh và được kiểm soát bởi Hải quân Hoàng gia và không có hội đồng nào có thể lên tiếng bất bình.
Nova Scotia có một bộ phận người Yankee lớn gần đây đến từ Tân Anh và chia sẻ cảm xúc của người Mỹ về việc đòi hỏi quyền của người Anh. Chính phủ hoàng gia ở Halifax miễn cưỡng cho phép người Yankee của Nova Scotia được phép " trung lập". Trong mọi trường hợp, địa lý giống như hòn đảo và sự hiện diện của căn cứ hải quân lớn của Anh tại Halifax đã khiến cho suy nghĩ về sự kháng cự vũ trang là không thể xẩy ra.
Quebec là nơi sinh sống của những người định cư Công giáo Pháp, những người nằm dưới sự kiểm soát của Anh trong thập kỷ trước. Đạo luật Quebec năm 1774 đã trao cho họ quyền tự trị văn hóa chính thức trong đế quốc, và nhiều linh mục sợ đạo Tin lành dữ dội ở Tân Anh. Sự bất bình của người Mỹ về thuế có rất ít liên quan, và không có hội nghị cũng như cuộc bầu cử dưới bất kỳ hình thức nào có thể vận động bất kỳ sự bất bình nào. Mặc dù vậy, người Mỹ đã đề nghị làm thành viên ở quốc gia mới và gửi một cuộc viễn chinh quân sự không chiếm được Canada vào năm 1775. Hầu hết người Canada vẫn trung lập nhưng một số người tham gia vào chính nghĩa của Mỹ.
Ở Tây Ấn, các hội đồng dân cử của Jamaica, Grenada và Barbados chính thức tuyên bố sự đồng tình của họ đối với chính nghĩa của Mỹ và kêu gọi hòa giải, nhưng những người khác khá trung thành. Anh cẩn thận tránh đối kháng với những chủ sở hữu giàu có của các đồn điền đường (nhiều người sống ở Luân Đôn); đến lượt sự phụ thuộc lớn hơn của người trồng rừng vào chế độ nô lệ khiến họ nhận ra sự cần thiết phải bảo vệ quân đội Anh khỏi các cuộc nổi dậy nô lệ có thể. Khả năng hành động công khai bị hạn chế mạnh mẽ bởi sức mạnh áp đảo của Hải quân Hoàng gia tại các đảo. Trong chiến tranh, có một số giao dịch cơ hội với các tàu Mỹ.
Các nhà lãnh đạo địa phương tại Bermuda và ở Bahamas đã tức giận vì tình trạng thiếu lương thực do sự phong tỏa các cảng của Mỹ. Ngày càng có thiện cảm với chính nghĩa của Mỹ, họ đã ủng hộ bằng cách buôn lậu và cả hai thuộc địa được coi là "đồng minh thụ động" của Hoa Kỳ trong suốt cuộc chiến. Khi một hạm đội hải quân Mỹ đến Bahamas để thu giữ thuốc súng, thuộc địa không có chút kháng cự nào.
Đông Florida và Tây Florida là các lãnh thổ được chuyển từ Tây Ban Nha sang Anh sau Chiến tranh với Pháp và người da đỏ bằng hiệp ước. Một số ít thực dân Anh ở đó cần được bảo vệ khỏi các cuộc tấn công của người người da đỏ và tư nhân là Tây Ban Nha. Sau năm 1775, Đông Florida trở thành căn cứ chính cho nỗ lực chiến tranh của Anh ở miền Nam, đặc biệt là trong các cuộc xâm lược Georgia và Nam Carolina. Tuy nhiên, Tây Ban Nha đã chiếm giữ Pensacola ở Tây Florida vào năm 1781, sau đó phục hồi cả hai lãnh thổ trong Hiệp ước Paris chấm dứt chiến tranh vào năm 1783. Tây Ban Nha cuối cùng đã chuyển các tỉnh Florida sang Hoa Kỳ vào năm 1819.

## Biên soạn lịch sử
Đế quốc Anh đầu tiên tập trung vào Mười ba thuộc địa, nơi thu hút số lượng lớn người định cư từ Anh. "Trường phái Hoàng gia" trong những năm 1900-1930 đã có cái nhìn tích cực về lợi ích của đế chế, nhấn mạnh sự hội nhập kinh tế thành công của nó. Trường phái Hoàng gia bao gồm các nhà sử học như Herbert L. Osgood, George Louis Beer, Charles M. Andrews và Lawrence Gipson.
Cú sốc về thất bại của Anh năm 1783 đã gây ra sự sửa đổi triệt để các chính sách của Anh đối với chủ nghĩa thực dân, từ đó tạo ra cái mà các nhà sử học gọi là sự kết thúc của Đế quốc Anh đầu tiên, mặc dù Anh vẫn kiểm soát Canada và một số đảo ở Tây Ấn. Ashley Jackson đã viết:
Đế quốc Anh đầu tiên bị phá hủy phần lớn do sự mất mát của các thuộc địa Mỹ, tiếp theo là "xoay về phía đông" và là nền tảng của Đế quốc Anh thứ hai dựa trên sự bành trướng thương mại và lãnh thổ ở Nam Á.

Phần lớn lịch sử liên quan đến lý do tại sao người Mỹ nổi dậy vào những năm 1770 và đã ly khai thành công. Từ những năm 1960, xu hướng chủ đạo của lịch sử đã nhấn mạnh sự phát triển của ý thức và chủ nghĩa dân tộc của Mỹ và hệ thống giá trị cộng hòa thuộc địa, trái ngược với quan điểm quý tộc của các nhà lãnh đạo Anh.
Các nhà sử học trong những thập kỷ gần đây chủ yếu sử dụng một trong ba cách tiếp cận để phân tích Cách mạng Mỹ:
- Lịch sử Đại Tây Dương đặt các sự kiện Bắc Mỹ trong bối cảnh rộng lớn hơn, bao gồm Cách mạng Pháp và Cách mạng Haiti. Nó có xu hướng tích hợp các sử sách của Cách mạng Mỹ và Đế quốc Anh.[110][111]
- Cách tiếp cận lịch sử xã hội mới xem xét cấu trúc xã hội cộng đồng để tìm ra các vấn đề đã được phóng đại thành các phân chia thuộc địa.
- Cách tiếp cận ý thức hệ tập trung vào chủ nghĩa cộng hòa trong Mười ba thuộc địa.[112] Các ý tưởng của chủ nghĩa cộng hòa đã ra lệnh rằng Hoa Kỳ sẽ không có hoàng gia hay quý tộc hay Giáo hội quốc gia. Họ đã cho phép tiếp tục sử dụng Thông luật của Anh, mà luật sư và nhà luật học Mỹ hiểu, chấp thuận và sử dụng trong các vấn đề thực tiễn hàng ngày của họ. Các nhà sử học đã xem xét làm thế nào nghề pháp lý đang lên của Mỹ điều chỉnh Thông luật của Anh để kết hợp chủ nghĩa cộng hòa bằng cách sửa đổi có chọn lọc các phong tục pháp lý và bằng cách đưa ra nhiều sự lựa chọn hơn cho các tòa án.[113][114]

### Công trình được trích dẫn
- Richter, Daniel (2011). Before the Revolution: America's ancient pasts. Cambridge, Massachusetts: Belknap Press.
- Taylor, Alan. American Revolutions: A Continental History, 1750–1804 (2016) khảo sát gần đây của học giả hàng đầu

### Chính phủ
- Andrews, Charles M.Colonial Self-Government, 1652–1689 (1904) full text online
- Dinkin, Robert J. Voting in Provincial America: A Study of Elections in the Thirteen Colonies, 1689–1776 (1977)
- Miller, John C. Origins of the American Revolution (1943)
- Osgood, Herbert L. The American colonies in the seventeenth century, (3 vol 1904–07) vol. 1 online; vol 2 online; vol 3 online
- Osgood, Herbert L. The American colonies in the eighteenth century (4 vols, 1924–25)